# Cofradía de Nuestra Señora de la Piedad y del Lignum Crucis
La Cofradía de Nuestra Señora de la Piedad y del Lignum Crucis es una cofradía de culto católico que tiene su sede canónica en la Iglesia Matriz de Nuestra Señora de la Concepción de la ciudad de San Cristóbal de La Laguna, en la isla de Tenerife, en la comunidad autónoma de Canarias (España).

## Historia
Es una cofradía fundada el 11 de febrero de 1955, la cual retomó una antigua devoción de la Parroquia Matriz de La Concepción. Sus estatutos fueron aprobados por el obispo Domingo Pérez Cáceres, saliendo por primera vez en procesión en 1955. El cortejo procesional de esta cofradía porta bajo palio una reliquia de la Cruz de Cristo (Lignum Crucis).
Esta cofradía viste un hábito al estilo castellano, similar al de algunas hermandades de la provincia de Zamora.

## Titulares
- Nuestra Señora de la Piedad: Imagen que representa a la Virgen María con Jesucristo muerto en brazos tras el descendimiento de la cruz. Ambas imágenes se atribuyen al escultor güimarero Lázaro González de Ocampo de 1688. Con ellas se escenificaba antiguamente la ceremonia del descendimiento.

## Salidas procesionales
- Viernes Santo: A las 11:00 horas, procesión de Nuestra Señora de la Piedad. A las 17:00 horas, Procesión Magna.[2]